# Смерть Максима Сычёва
Сме́рть Макси́ма Сычёва — инцидент в Ростове-на-Дону, произошедший в ноябре 2010 года в результате травмы, нанесённой сокурсником из Ингушетии. Второкурсник Ростовского государственного строительного университета (РГСУ) Максим Сычёв скончался 27 ноября 2010 года в больнице после того, как 22 ноября получил черепно-мозговую травму от другого студента. После его смерти в городе прошло массовое шествие студентов (более 2000 человек) с лозунгами «Ростов — русский город», «Ростов — для ростовчан» и т. п.
Максим Сычёв жил в общежитии по соседству с тремя выходцами из Ингушетии. По словам однокурсников, он «хорошо учился, не пил, не курил». Предположительно был избит за отказ помочь решить задание по высшей математике. 27 ноября 2010 года Сычёв скончался.
Из-за инцидента был уволен комендант общежития, в котором жил Максим Сычев и ректор РГСУ. По требованию жителей на улицах Ростова запретили танцевать лезгинку.

## Акция протеста
12 декабря 2010 в Ростове-на-Дону прошёл митинг памяти Сычёва, перешедший вскоре в массовое шествие. По данным «Независимой газеты», шествие стало одним из самых массовых за последние годы, в нём приняло участие более 2500 человек. Участники акции прошли по центру города, скандируя лозунги «Ростов — русский город», «Русские едины», «Ростов не Кавказ», «Один за всех и все за одного».
Силы милиции и ОМОНа безуспешно пытались остановить шествие. По словам начальника ГУВД по Ростовской области Алексея Лапина, было решено не вмешиваться в ход митинга и шествия, несмотря на провокации и призывы к массовым беспорядкам.
На центральной площади вице-губернатору Сергею Горбаню участники передали список с требованиями митингующих:
- провести «открытый суд над убийцами»,
- привлечь к уголовной ответственности ректора университета и коменданта общежития, где жил Сычёв,
- ограничить целевые направления для абитуриентов из республик Северного Кавказа при поступлении в вузы Ростова-на-Дону,
- «не препятствовать созданию русских дружин самообороны»,
- «признать публичное исполнение лезгинки нарушением общественного порядка».

## Следствие
Подозреваемый в нанесении травмы 11 декабря сдался с повинной. Перед этим подозреваемый обратился за помощью к полномочному представителю президента Ингушетии в Ростовской области Магомеду Дарсигову.

12 августа, на первом судебном заседании, подсудимый по делу гибели ростовского студента Максима Сычева Хазбулат Мархиев частично признал вину.— АиФ-Ростов-на-Дону
30 декабря 2011 года стало известно, что Октябрьский районный суд Ростова-на-Дону приговорил к трём годам колонии Хазбулата Мархиева, признанного виновным в причинении тяжкого вреда здоровью, повлёкшего смерть Максима Сычева.
28 февраля в Ростовском областном суде будет принято решение о пересмотре приговора Хасбулату Мархиеву — убийце Максима Сычёва. В пересмотре дела было отказано.